# Merlin Rocket
Die Merlin Rocket ist eine 4,27 Meter lange und 2,2 Meter breite Jolle.

## Technische Daten und Geschichte
Sie wird mit zwei Personen gesegelt. Die Merlin Rocket ist eine Konstruktionsklasse. Das bedeutet, dass jedes Design, welches dem Regelwerk entspricht, in dieser Klasse gesegelt werden darf. Eine Konstruktionsklasse ist sie seit 1946. Inzwischen gibt es Hunderte verschiedene Versionen. Die meisten werden in der Sandwichbauweise gebaut.
| Anzahl der Crewmitglieder | 2          |
| Ideales Besatzungsgewicht | 140–170 kg |

## Galerie

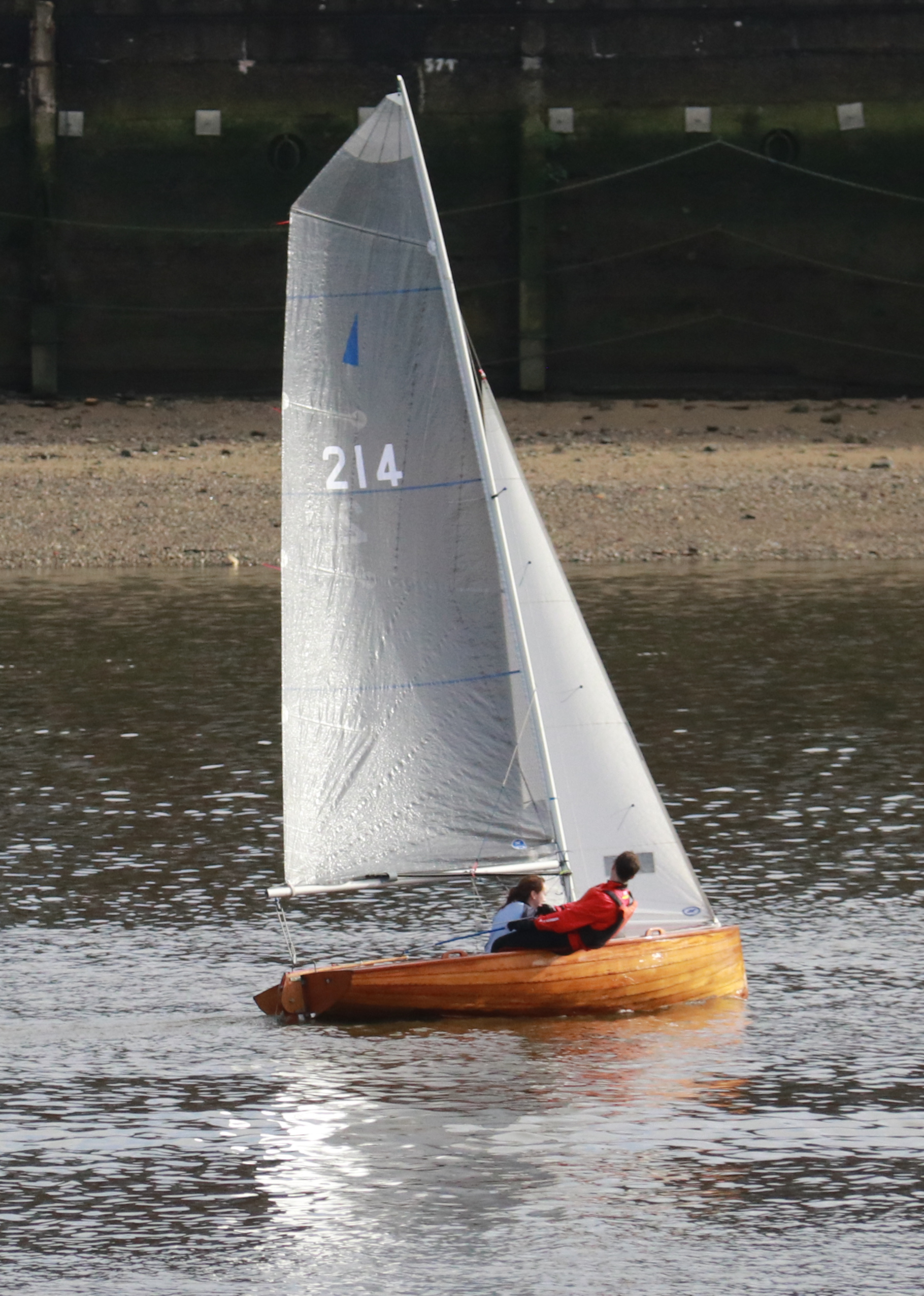
Merlin Rocket, Holzvariante – Segler: Meloni, Marco und Pounsford, Ameria am 23. Oktober 2023 auf der Themse
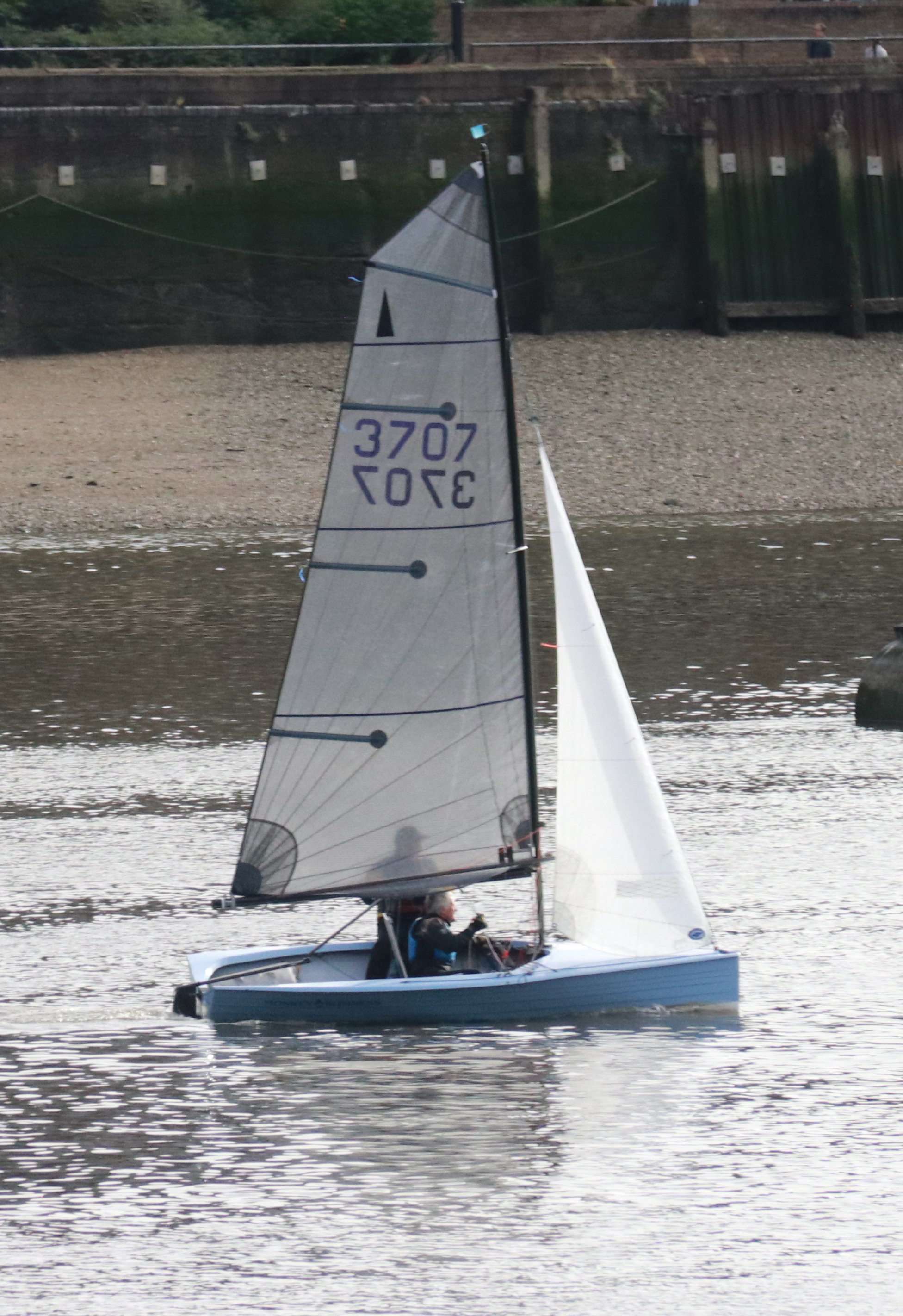
Merlin Rocket, Kunststoffvariante – Segler: Jenkins, Stuart und Hollands, John am 23. Oktober 2023 auf der Themse
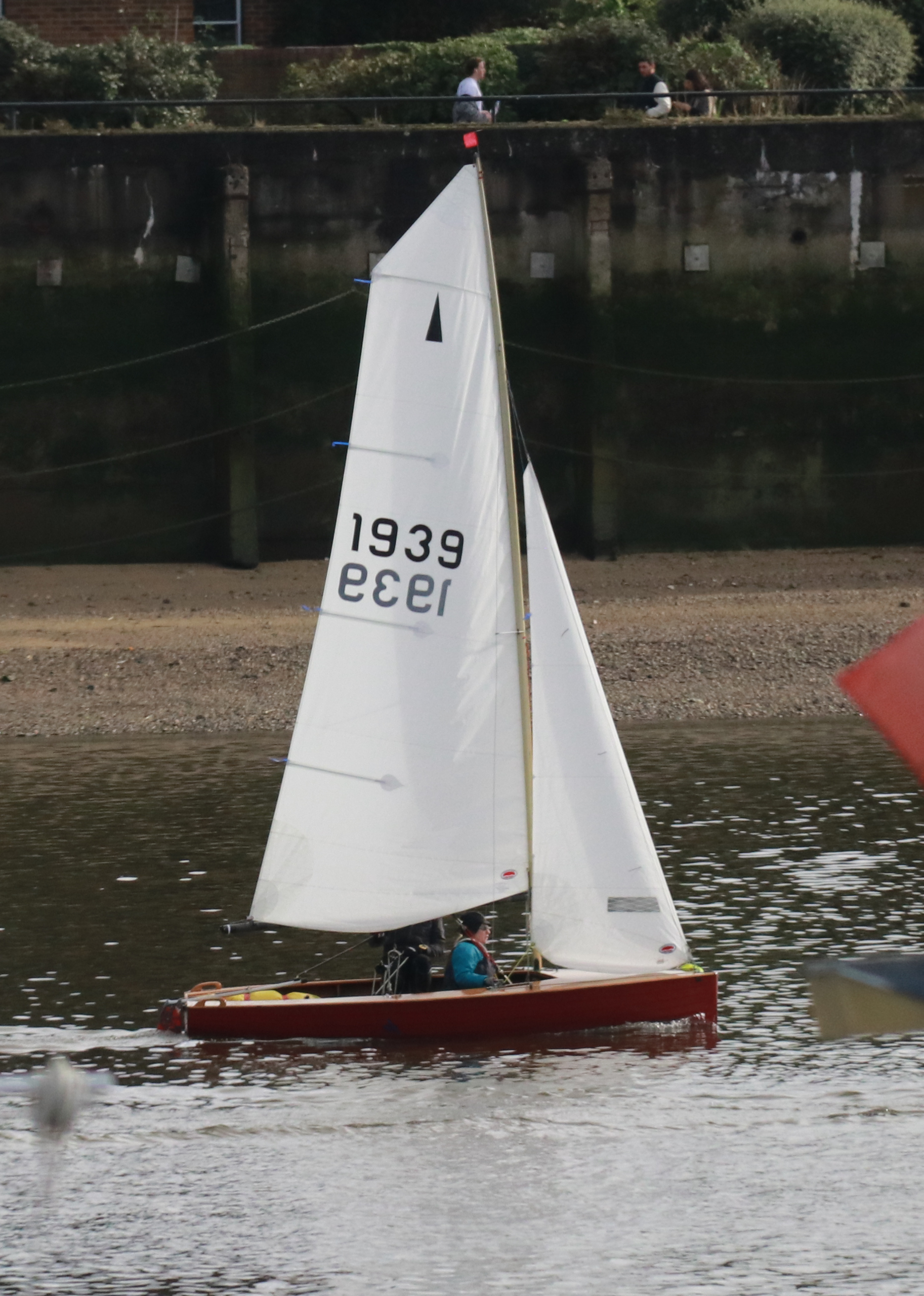
Merlin Rocket, Kunststoffvariante – Segler: Impey, Peter und Cooper, Alison am 23. Oktober 2023 auf der Themse